# 桑马尔拉赫登迈基青铜时代墓地遗址
桑马尔拉赫登迈基青铜时代墓地遗址（芬蘭語：Sammallahdenmäen pronssikautiset röykkiöhaudat），是位于芬兰劳马市拉皮区的一座青铜时代墓葬遗址。该墓地遗址共包括33座花岗岩墓地，其年代约为公元前1500到前500年。由于该墓地遗址完好地记录了斯堪的纳维亚的社会生活和丧葬习俗，1999年被列入联合国教科文组织的《世界遗产名录》。

## 概况
桑马尔拉赫登迈基青铜时代墓地遗址地处偏僻，位于一座小山上，远离从坦佩雷到劳马的主要道路。墓地的选址和当时斯堪的纳维亚居民对太阳的信仰有关，同时也是一种居民显示自己对土地的所有权的方法。最早，此处接近波的尼亚湾，小山上缺少植被，可以清楚地看到海洋和太阳。如今随着陆地的提升，此处已经距海15公里了。该墓葬和其周围环境从其建成后就很少受到影响，所处地点的偏僻使他们不被外界发展的影响，而当地的居民也以保护墓葬为豪。
1891年考古学家沃尔特·赫格曼发掘了其中的四座墓葬，其中被称为“教堂地板”的一座是特殊的四边形石冢，与其他的圆顶石冢不同。还有一座叫“长笛遗址”，周围有石墙围绕。但埋葬在此处的死者的种族至今尚未搞清。虽然当地从未发现过冶炼青铜所需的铜或锡矿，但居民可以通过贸易与交换获得青铜，并作为随葬品葬入石冢之中。2002年，考古学家又发掘了其中八座墓葬，发现遗骨是经过焚烧的，表明当时某些种族有火葬的习俗。

## 图库

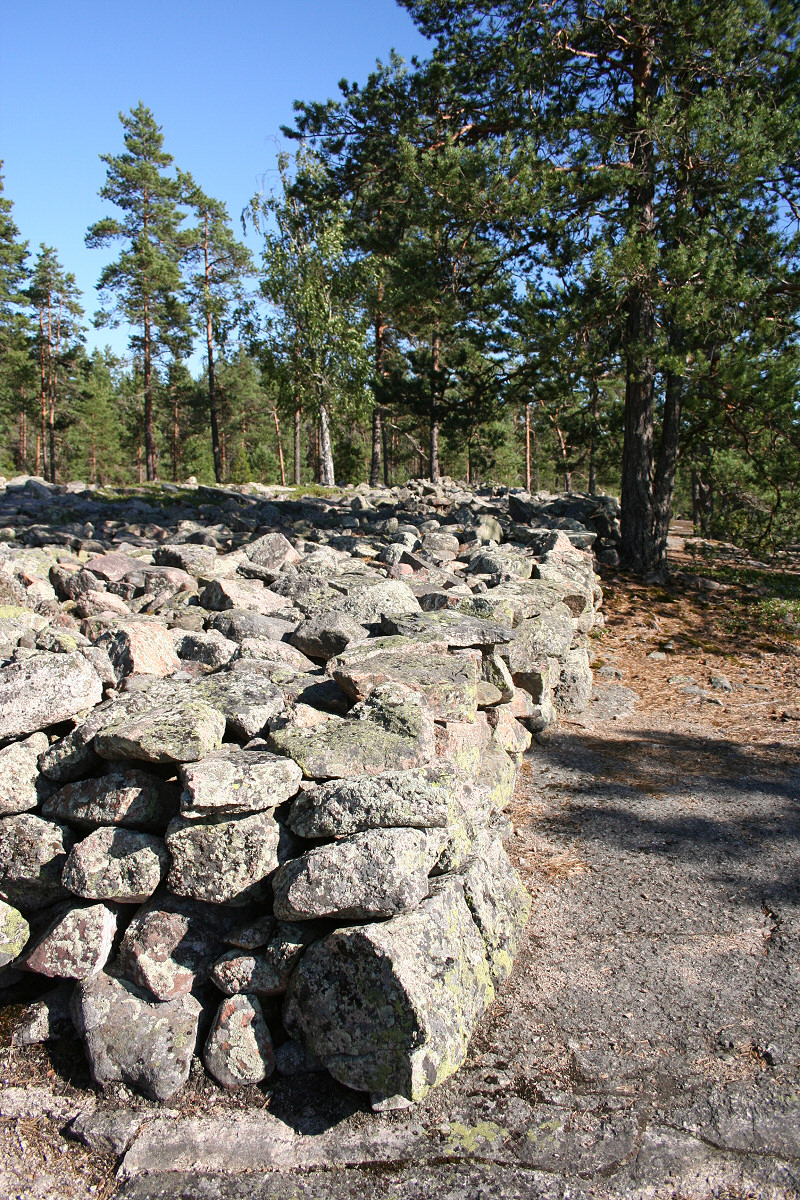
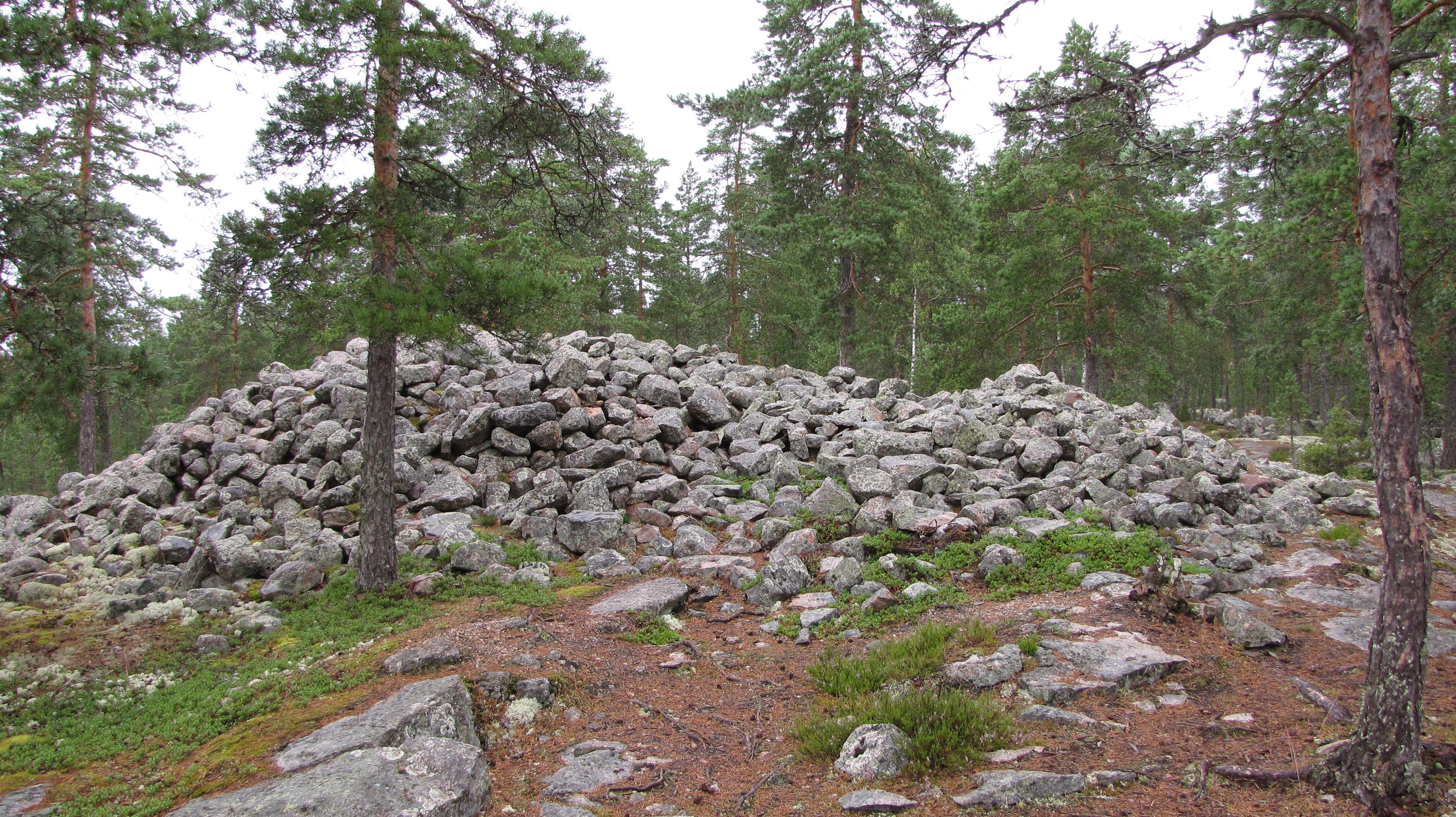
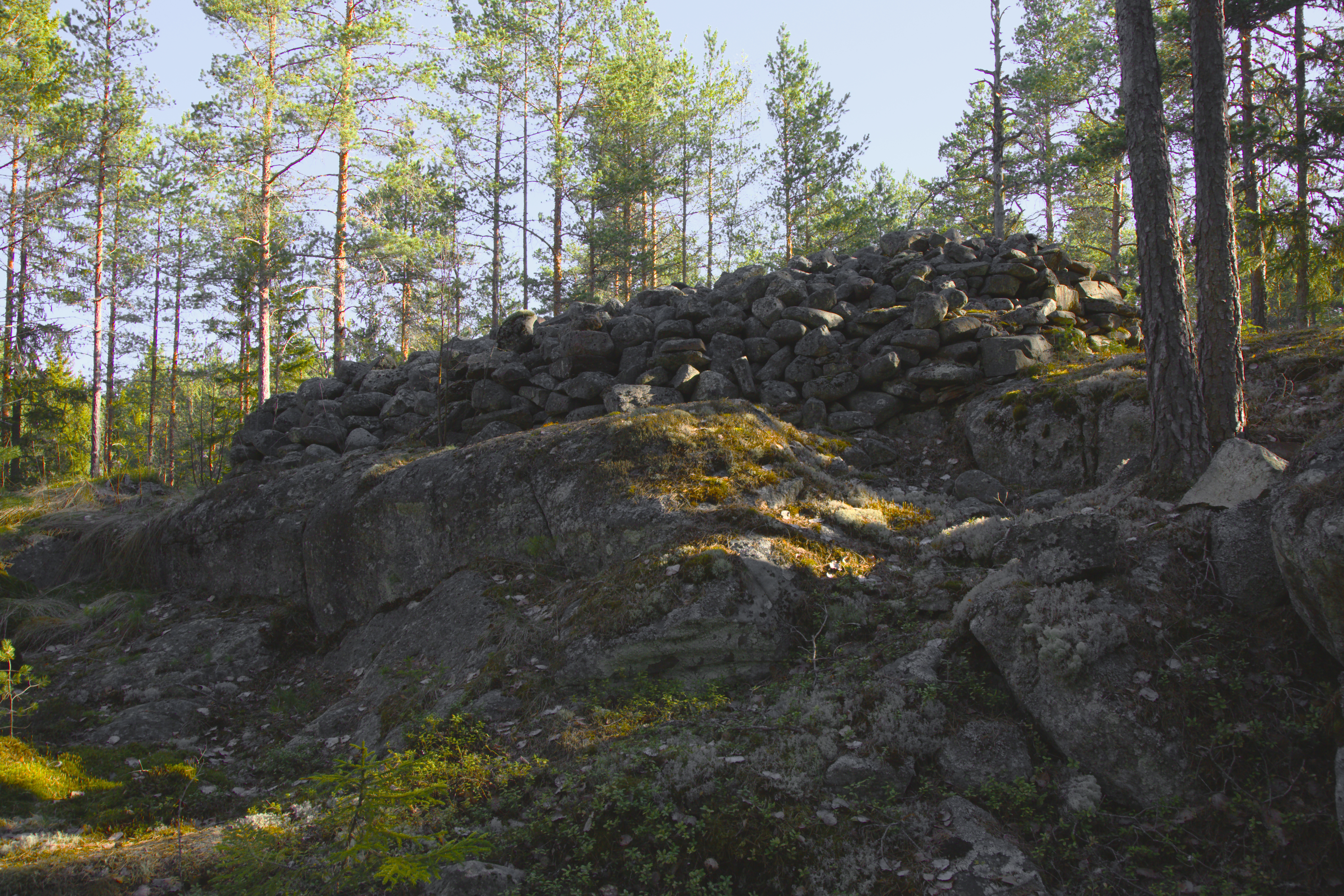